# Нижнекристалка
Нижнекристалка — посёлок в Красногвардейском районе Оренбургской области. Административный центр Нижнекристальского сельсовета.

## История
В 1966 г. Указом Президиума ВС РСФСР поселок центральной усадьбы совхоза имени 2-й пятилетки переименован в Нижнекристалка.

## Население
| 2010 |
| ---- |
| 836  |

Проживают русские и башкиры.